# 東京都下水道局
東京都下水道局（とうきょうとげすいどうきょく、英: Tokyo Metropolitan Government Bureau of Sewerage）は、東京都の特別区の区域（23区内）における下水の排除及び処理等の公共下水道事業、更には多摩地区市町部の公共下水道から流入する下水を処理する流域下水道事業を行う地方公営企業。
東京都公営企業組織条例に基づき交通局、水道局とともに設置され、東京都下水道条例に基づく下水道事業を行っている。出納取扱金融機関は、みずほ銀行東京中央支店（旧富士銀行本店）が担当している。

## 事業
- 下水道

## 沿革
- 1883年4月、内務卿（内務大臣）から東京府に水道溝渠等改良の儀が示達される
- 1884年、レンガ積み暗渠の神田下水着工
- 1900年3月、下水道法、汚物掃除法が公布
- 1906年、東京市区改正委員会は東京大学中島鋭治工学博士に下水調査設計を委嘱[1]
- 1907年3月、合流式下水道を採用した東京市下水設計調査報告書が中島鋭治から提出される[1]
- 1908年4月、東京市下水道設計告示
- 1911年6月、東京市下水改良事務所設置
- 1913年、東京市下水道設計による最初の工事に着工（台東区龍泉二丁目付近）
- 1922年3月、三河島汚水処分場（三河島水再生センター）が運転開始
- 1930年2月、砂町汚水処分場（砂町水再生センター）が運転開始
- 1931年3月、芝浦汚水処分場（芝浦水再生センター）が運転開始
- 1932年、隣接5郡82町村が市域に編入、郊外下水道、町別下水道を東京市が引き継ぐ
- 1936年4月、水道局下水課に機構改訂
- 1943年、下水道使用料金を徴収開始
- 1944年、戦局悪化により下水道工事全面中止
- 1950年、「東京都市計画下水道東京都公共下水道」として都市計画決定
- 1952年、事業に地方公営企業法を全面適用。汚水処分場を下水処理場（後に水再生センター）に改称
- 1961年、汚泥処理工場の運転開始（芝浦）
- 1962年4月1日、下水道局が発足。みやぎ水再生センターが運転開始
- 1964年2月、「東京都市計画下水道」を変更、23区全域に下水道計画ができる
- 1964年3月、落合水再生センターが運転開始、世界初の上部公園開放
- 1964年8月、三河島水再生センターの処理水を工業用水道水に利用
- 1967年4月、森ヶ崎水再生センターが運転開始
- 1974年9月、新河岸水再生センターが運転開始
- 1977年6月、小菅水再生センターが運転開始
- 1978年4月、中防ミキシングプラントが運転開始
- 1981年9月、葛西水再生センターが運転開始
- 1983年10月、南部スラッジプラントが運転開始
- 1984年4月、中川水再生センターが運転開始
- 1984年8月1日、東京都下水道サービス株式会社設立
- 1984年8月、再生水により野火止用水の流れを復活（清流復活事業）
- 1984年10月、新宿副都心水リサイクルセンターが運転開始
- 1986年4月、下水道台帳情報システム(SEMIS)が運転開始、梅田ポンプ所に光ファイバーケーブル導入
- 1986年8月、再生水により玉川上水の流れを復活（清流復活事業）
- 1987年1月、落合水再生センターで下水熱利用システム（アーバンヒート）運転開始
- 1987年4月、落合水再生センターで高度処理施設（急速ろ過）が運転開始
- 1988年6月、東京域レーダー雨量計システム運転開始
- 1988年7月、中川水再生センター内に建設残土改良プラントが運転開始
- 1988年10月、みやぎ水再生センターで消化ガス発電運転開始
- 1989年3月、再生水により千川上水の流れを復活（清流復活事業）
- 1991年4月1日、「いちょう作戦」完了。都庁本庁舎を丸の内から現在地の西新宿に移転する
- 1991年7月、南部スラッジプラントで圧縮焼成ブロック化施設が運転開始
- 1991年10月、南部スラッジプラントで汚泥溶融施設が運転開始
- 1993年7月、落合水再生センターで膜ろ過設備運転開始
- 1994年3月、「神田下水」東京都指定史跡に指定される[2]
- 1994年7月、文京区後楽一丁目地区の地域冷暖房事業開始
- 1995年3月、区部下水道普及率100%概成、城南三河川の清流復活
- 1995年7月、中野水再生センターが運転開始
- 1995年9月、有明水再生センターが運転開始
- 1995年、落合水再生センターからの処理水により、渋谷川、目黒川、呑川への放流を開始（城南3河川清流復活事業）
- 1996年4月、南部スラッジプラントで軽量細粒材化施設が運転開始
- 1997年4月、東部スラッジプラントが運転開始
- 1999年2月、東京都下水道局環境方針を決定
- 1999年4月、東尾久浄化センターが運転開始
- 2000年3月、緊急重点雨水対策「雨水整備クイックプラン」を策定
- 2000年7月、行政評価制度を導入
- 2001年2月、東京都下水道局環境会計を作成
- 2001年4月、浮間水再生センターが運転開始
- 2002年4月、降雨情報を提供するウェブサイト「東京アメッシュ」の運営を開始（降雨情報は2001年に情報提供開始）
- 2002年12月、ISO14001認証取得。通称エコスクラム
- 2003年3月、土づくりの里運転開始（旧中川建設残土改良プラントを更新）
- 2003年3月、三河島水再生センター旧主ポンプ室が東京都指定有形文化財に指定される[3]
- 2003年3月、スーパーアッシュ（粒度調整灰）製造施設運転開始
- 2004年4月、下水処理場及び水処理センターの名称を水再生センターに改称し、3級廨とする
- 2007年12月、三河島水再生センター旧主ポンプ室が国の重要文化財に指定される[3]

## 東京アメッシュ
東京都下水道局では、1988年度より降雨情報システム「東京アメッシュ」を導入。また、2002年4月より、降雨情報を提供するウェブサイト「東京の街を雨から守る 東京アメッシュ」の運営を開始した。
東京都内の降雨状況をインターネットでリアルタイム配信している。情報提供の範囲は東京都内だけでなく、首都圏の東京近隣の県（神奈川県全域、埼玉県・千葉県の大半、茨城県南部、山梨県東部）もカバーする。台風やゲリラ豪雨などによる浸水被害などの水害対策を呼びかけている。なお、降雨情報の情報提供は2001年に開始している。
観測用レーダーは港レーダー基地局（浜松町ビルディング屋上）及び稲城レーダー基地局（クリーンセンター多摩川入口前）の2ヵ所の設備を用いており、それぞれが50km円内を観測し、東京全域をほぼカバーしている。2016年度からは最新式のマルチパラメーター（MP）レーダーを導入した。
「東京アメッシュ」及び「アメッシュ」は東京都の登録商標となっている（商標登録第5240919号、商標登録第5240920号）。

## 事業所
総務部
総務課、企画調整課、理財課、広報サービス課
職員部
人事課、労務課
経理部
業務管理課、会計課、資産運用課、契約課
計画調整部
計画課、事業調整課、技術開発課
施設管理部
管理課、管路管理課、排水設備課、施設管理課、施設保全課、環境管理課
建設部
管理課、工務課、設計調整課、土木設計課、設備設計課
中部下水道事務所
庶務課、お客さまサービス課、ポンプ施設課、再構築推進課、建設課、芝浦水再生センター
北部下水道事務所
庶務課、お客さまサービス課、ポンプ施設課、再構築推進課、建設課、三河島水再生センター
東部第一下水道事務所
庶務課、お客さまサービス課、ポンプ施設課、建設課、砂町水再生センター
東部第二下水道事務所
庶務課、お客さまサービス課、施設課、中川水再生センター、小菅水再生センター、葛西水再生センター
西部第一下水道事務所
庶務課、お客さまサービス課、建設課、落合水再生センター
西部第二下水道事務所
庶務課、お客さまサービス課、施設課、みやぎ水再生センター、新河岸水再生センター、浮間水再生センター
南部下水道事務所
庶務課、お客さまサービス課、ポンプ施設課、建設課
森ヶ崎水再生センター

第一基幹施設再構築事務所
庶務課、工事第一課、工事第二課、設備工事課、設計課
第二基幹施設再構築事務所
庶務課、工事第一課、工事第二課、設備工事課、設計課

## 流域下水道本部
管理部
管理課、用地課
技術部
計画課、工事課、設計課、施設管理課、北多摩一号水再生センター、北多摩二号水再生センター、多摩川上流水再生センター、清瀬水再生センター、南多摩水再生センター、八王子水再生センター、浅川水再生センター

## 労働組合
- 全水道東京水道労働組合
- 自治労連東京水道労働組合

地方公営企業等の労働関係に関する法律第5条に基づき上記に示す労働組合が存在する。現在、（全水道）東京水道労働組合と東京水道労働組合の2組合に分裂した状態が続いている。前者は日本労働組合総連合会（連合）系の全日本水道労働組合（全水道）に属しており政治的には旧日本社会党系である。後者は全国労働組合総連合（全労連）系の日本自治体労働組合総連合（自治労連）に加盟しており政治的に日本共産党系である。

## 経営状況
一般会計や国庫補助金からの繰り入れがある。

## PR施設
- 虹の下水道館（東京都江東区有明2丁目3番5号有明スポーツセンター5F）
- 蔵前水の館（東京都台東区蔵前2丁目1番8号北部第一下水道事務所）
- 多摩川ふれあい水族館（東京都昭島市宮沢町3丁目15番1号多摩川上流水再生センター）
- 水リサイクルセンター（東京都新宿区西新宿6丁目6番1号新宿国際ビルB4F）
- ぜにがめプレイス（東京都千代田区大手町二丁目6番3号銭瓶町ビルディング1F）

## 歴代局長
- 前田正博 (2005年-2008年)
- 今里伸一郎 (2008年-2009年)
- 松田二郎 (2009年-2012年)
- 小川健一 (2012年-2013年)
- 松浦將行 (2013年-2014年)
- 松田芳和 (2014年-2015年)
- 石原清次 (2015年-2017年)
- 渡辺志津男 (2017年-2018年)
- 小山哲司 (2018年-2019年)
- 和賀井克夫 (2019年-2021年)
- 神山守 (2021年-2022年)
- 奥山宏二 (2022年-2023年)
- 佐々木健 (2023年-2025年)
- 藤橋知一 (2025年-現職)

## 関連団体

### 政策連携団体
- 東京都下水道サービス株式会社[6]

### 報告団体
- 東京下水道エネルギー株式会社[7]

## マンホールの蓋
当下水道局の管轄（23区内）で2001年度以降に導入が進められているマンホールの蓋（下水道管渠の新設時・蓋の取り替え時等に設置）には、数字や記号を記した四つの文字キャップを設置することによってマンホールの固有番号や管渠の布設年度が明示されている。このうち固有番号は当下水道局が把握する23区内の下水道管渠管理図と対応しており、管渠および蓋の維持管理を迅速かつ効率的に行うことが可能である。なお、文字キャップは施工業者向けに製造・販売が行われている。

### 表示内容
蓋の中央部に四つの文字キャップが並んでおり、一番左が管理図内の人孔番号（01〜99、黄色：合流管・汚水管、青色：雨水管）、真ん中の二つが管理図内において区画を識別している固有記号（数字とアルファベットの組み合わせ、緑色のみ）、一番右が管渠布設年度（西暦下二桁00〜99、黄色：1900年代 、青色：2000年代）を表している。

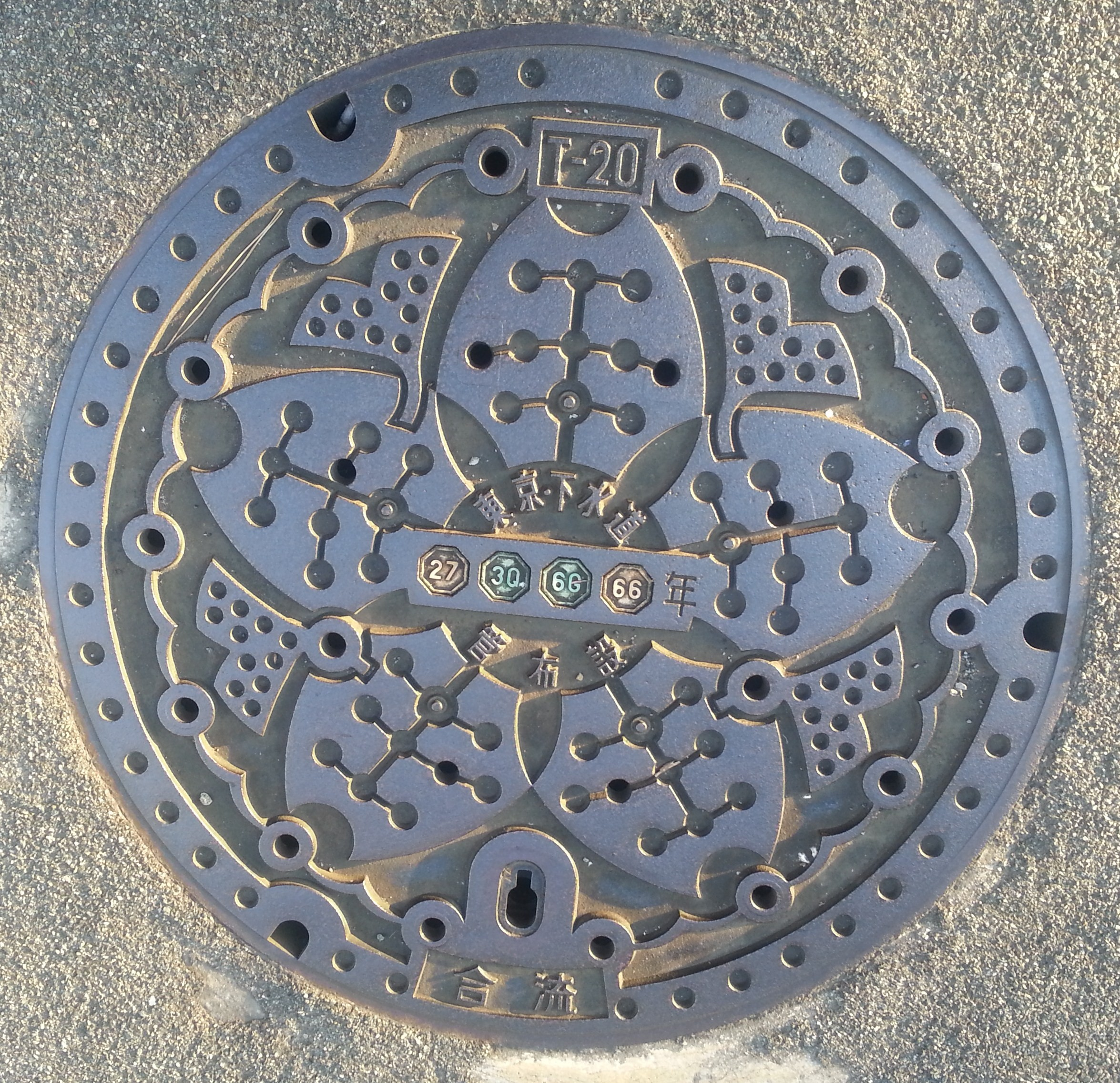
1966年度に布設された合流管 （一番右のキャップは黄色の66）
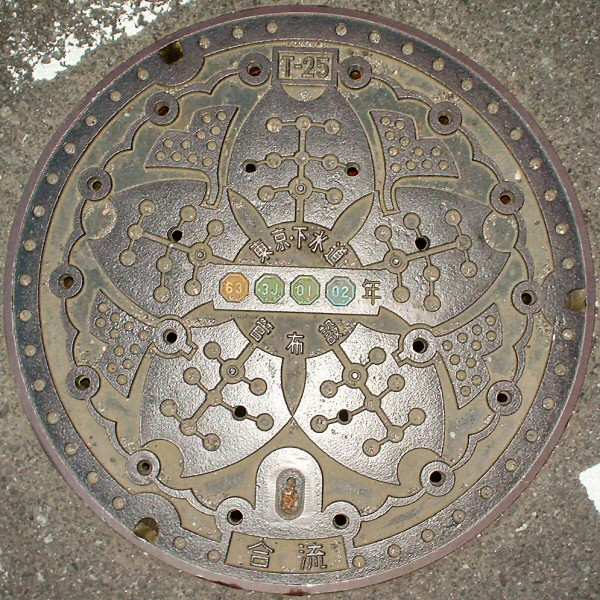
2002年度に布設された合流管 （一番右のキャップは青色の02）

## マスコットキャラクター
- アースくん - 地球とマンホールの蓋をモチーフにしている当下水道局のオリジナルキャラクター[10]。